# André Joseph Bayard de Plainville
André Joseph Bayard de Plainville est un homme politique français né le 25 février 1751 à Saint-Domingue et décédé le 5 janvier 1820 à Paris.

## Biographie
Originaire de Saint-Domingue, il est membre du conseil supérieur du Cap et quitte l'île après la Révolution. Maire de Plainville, il est élu député de l'Oise au Conseil des Cinq-Cents le 23 germinal an V. Déchu de son mandat après le Coup d'État du 18 fructidor an V, il ne rentre en France qu'après le coup d'État du 18 Brumaire.
Conseiller général, il retrouve son siège de député de l'Oise de 1815 à 1816, siégeant dans la majorité soutenant la Restauration au sein de la Chambre introuvable.
Il repose au cimetière du Père Lachaise (Division 22), à Paris.

## Sources
1. ↑  Amis et Passionnés du Père Lachaise (APPL), « BAYARD de PLAINVILLE André Joseph (1754-1820) », sur Cimetière du Père Lachaise – APPL, 20 décembre 2009 (consulté le 19 octobre 2024)

- « André Joseph Bayard de Plainville », dans Adolphe Robert et Gaston Cougny, Dictionnaire des parlementaires français, Edgar Bourloton, 1889-1891 [détail de l’édition]